# Mauritz Hansen
Maurits (Mauritz) Christopher Hansen (ur. 5 lipca 1794 w Modum – zm. 16 marca 1842 w Kongsbergu) – norweski pisarz i pedagog.
W latach 1820–1826 pracował jako nauczyciel geografii, języka francuskiego i łaciny w szkołach w Trondheim, a od 1826 r. do śmierci w Kongsbergu, gdzie był dyrektorem publicznego gimnazjum. Był prekursorem idei narodowego romantyzmu w Norwegii. Inspiracje do swoich utworów czerpał m.in. z dzieł sir Waltera Scotta.
Maritz Hansen wprowadził do literatury norweskiej nowe gatunki: powieść oraz balladę opartą na motywach ludowych. Uważa się go za twórcę pierwszej powieści kryminalnej pt. Maskinbygger Roolfsen. Kryminalanekdote fra Kongsberg. Została ona wydana w 1839 r., dwa lata przed Morderstwem przy Rue Morgue. (The Murders in the Rue Morgue) Edgara Allana Poego z 1841 r. Także niektóre nowele Hansena zawierają elementy charakterystyczne dla literatury kryminalnej i sensacyjnej.